# Raumfähre

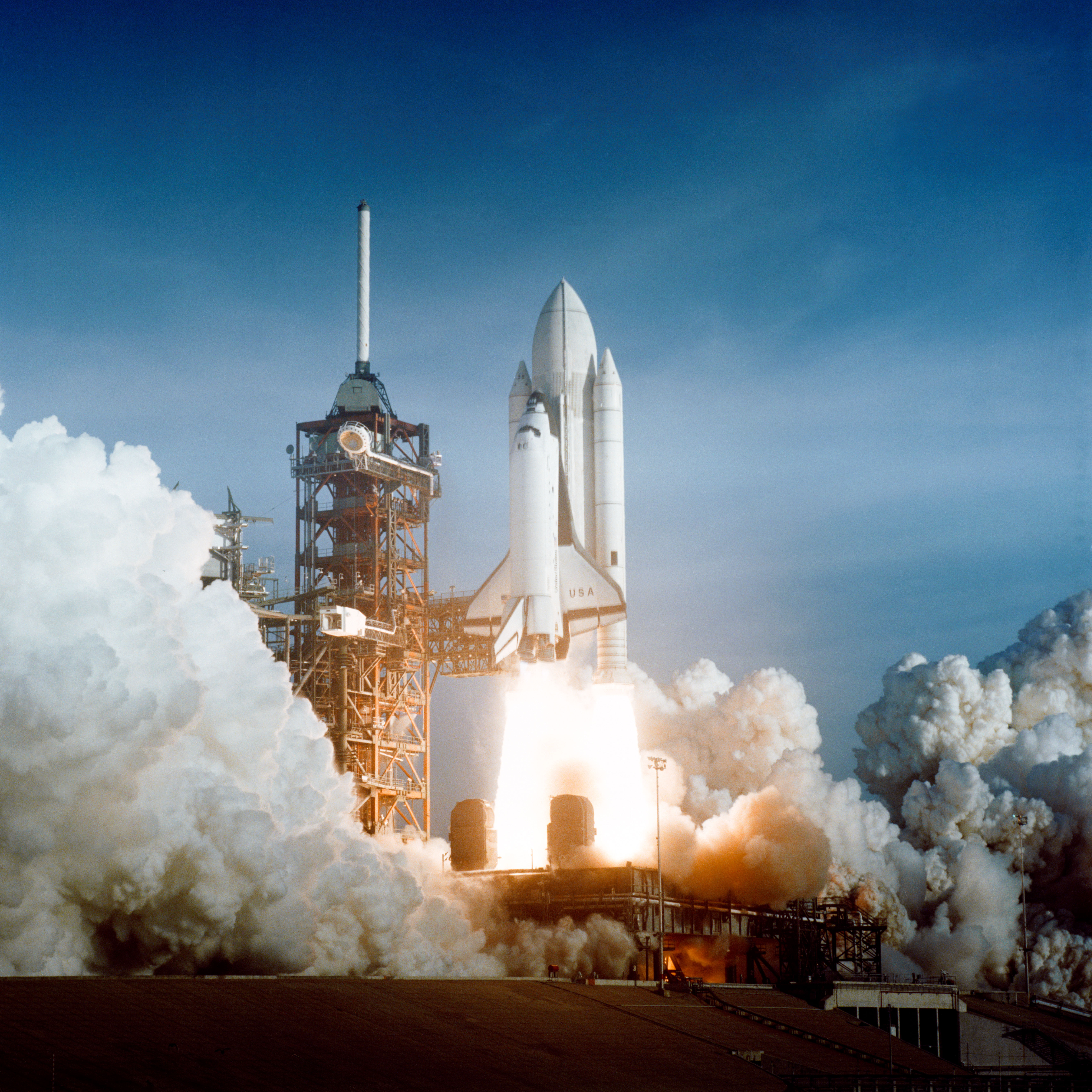
Space Shuttle Columbia beim ersten Start (1981)

Eine Raumfähre ist ein wiederverwendbares Transportfahrzeug für die Raumfahrt, das nach einer Weltraummission wie ein Flugzeug landend zum Erdboden zurückkehrt. Wenn eine Raumfähre Orbitalflüge unternimmt, also einen Himmelskörper umkreist, wird sie auch Orbiter genannt.
Raumfähren sind von den mit Landekapseln (z. B. der Kapsel des Apollo-Programms oder der Sojus-Landekapsel) ausgestatteten Raumschiffen zu unterscheiden. Die Landekapseln lassen sich beim Durchfliegen der Atmosphäre nur bedingt steuern.

## Geschichte
Während die ersten Raumfahrtpioniere für den Weg ins All Raketen vorschlugen, insbesondere Hermann Oberth in seinem grundlegenden Buch Wege zur Raumschiffahrt (1929), befürwortete der österreichische Raumfahrtpionier Eugen Sänger Flugzeuge mit Raketenantrieb. Grundlegend ist das von Sänger zusammen mit der Mathematikerin und Physikerin Irene Bredt, seiner späteren Frau, in Deutschland entworfene Konzept Über einen Raketenantrieb für Fernbomber. Der dort gemachte Vorschlag eines transkontinentalen Amerika-Bombers führte zu dem Projekt Silbervogel.
Im Jahr 1952 war bei Bell und unter Walter Dornberger die Arbeit an einer BOMI (Bomber Missile) voran getrieben worden, die aus 2 Stufen bestehen sollte, welche in ihrer ersten Version beide bemannt zur Erde zurückkehren sollten. Weitere Konzepte aus jenen Jahren sahen für das Vordringen in den Weltraum ebenfalls geflügelte Raumgleiter vor. Der vor 1954 ebenfalls bei Bell arbeitende Krafft Arnold Ehricke machte nach dem Wechsel zu Convair einen Vorschlag für eine Raumstation, welche aus drei verschiedenen Raketen-Oberstufen zusammengesetzt werden sollte, wobei die bemannte Oberstufe der dritten Rakete aus zwei 2-sitzigen Raumgleitern bestehen sollte. 1958 wurde mit einem offensichtlich geänderten Konzept ein von Ehrike gezeichneter Plastikmodellbausatz einer Raumfähre von Revell herausgegeben, als „Convair Shuttlecraft“ bezeichnet, welcher für Personentransporte zur Raumstation vorgesehen war. Währenddessen waren die Arbeiten an Dyna-Soar aufgenommen worden, welche jedoch 1963 abgebrochen wurden.

## Geflogene Raumfähren

### Space Shuttle

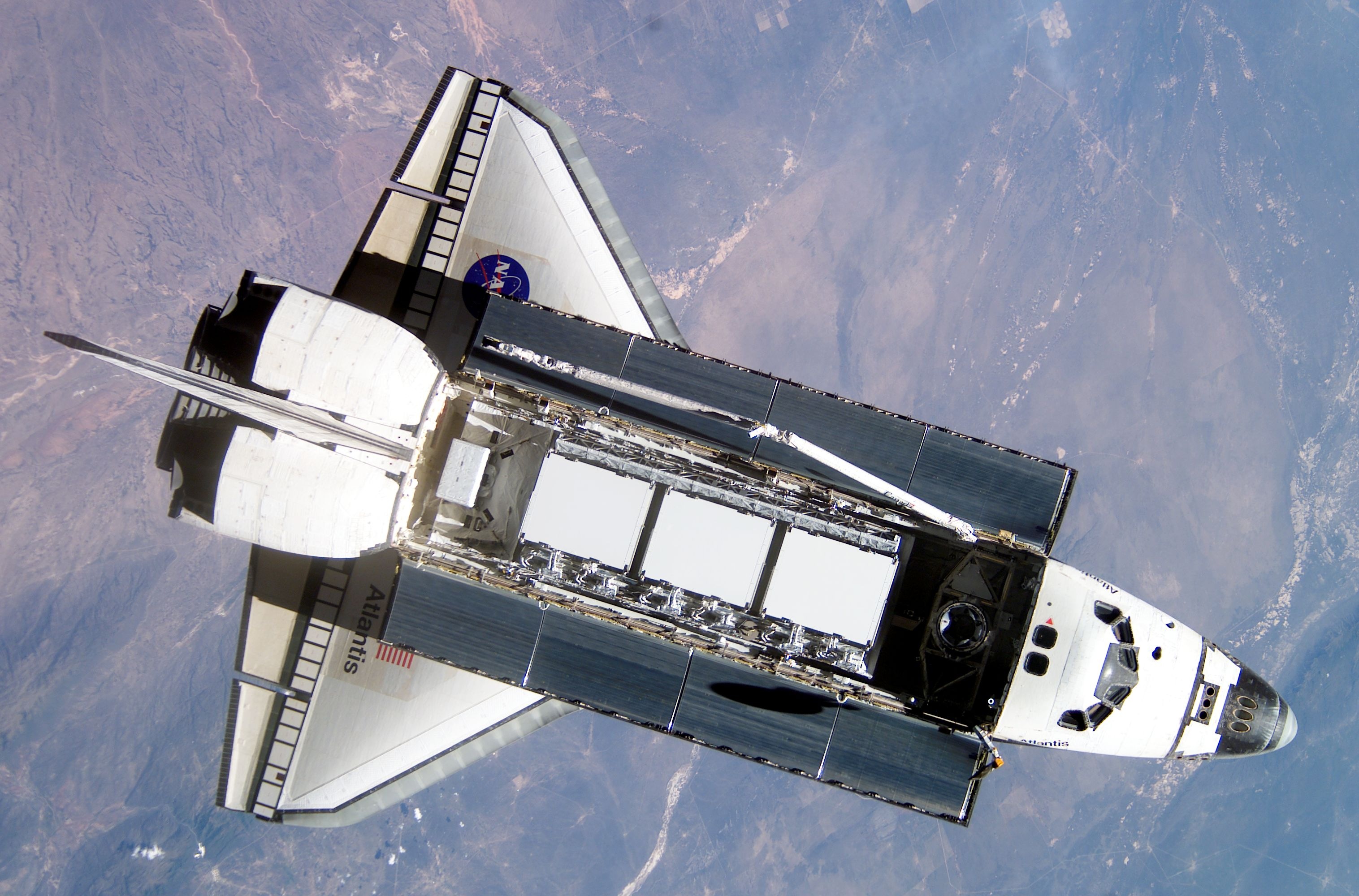
Space Shuttle Atlantis im Orbit

Das US-amerikanische Space Shuttle ist der bislang einzige Raumfährentypus, der tatsächlich zu bemannten Missionen im Weltraum eingesetzt wurde. Es wurden seit den 1970er Jahren fünf raumflugtaugliche Exemplare gebaut, die es zusammen auf 135 Starts brachten. Zwei der fünf Raumfahrzeuge, die Challenger und die Columbia, sind in den 30 Dienstjahren verunglückt.

### BOR

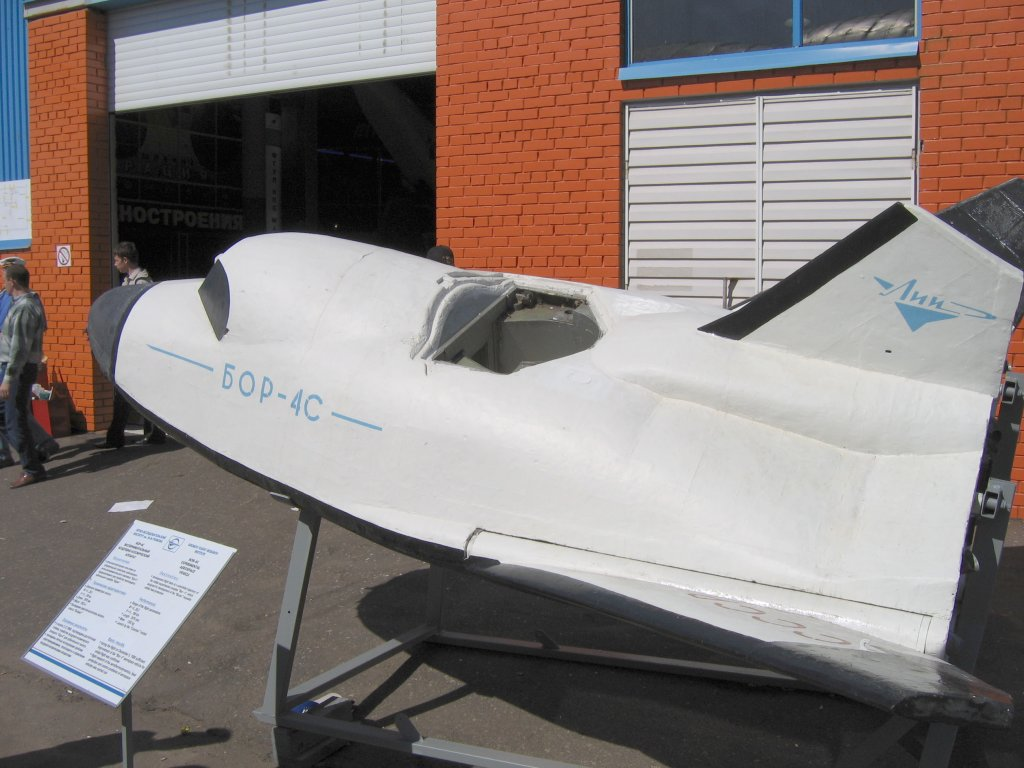
BOR-4S

BOR (Bezpilotnyj Orbitalnyj Raketoplan) war die Bezeichnung einer Reihe von Testflugkörpern, mit denen Erfahrungen für die Entwicklung der sowjetischen Raumfähre Buran gesammelt werden sollten. 1973 kündigte die Russische VPK ein Weltraumprogramm zur Erforschung von Raumfähren an. Ziel des BOR-Programms war die Entwicklung von Hitzeschutzschilden und der generellen aerodynamischen Strukturen einer Raumfähre. Mit den letzten vier dieser Testgeräte (Kosmos 1374, 1445, 1517 und 1614) wurden orbitale Flüge durchgeführt.

### Buran

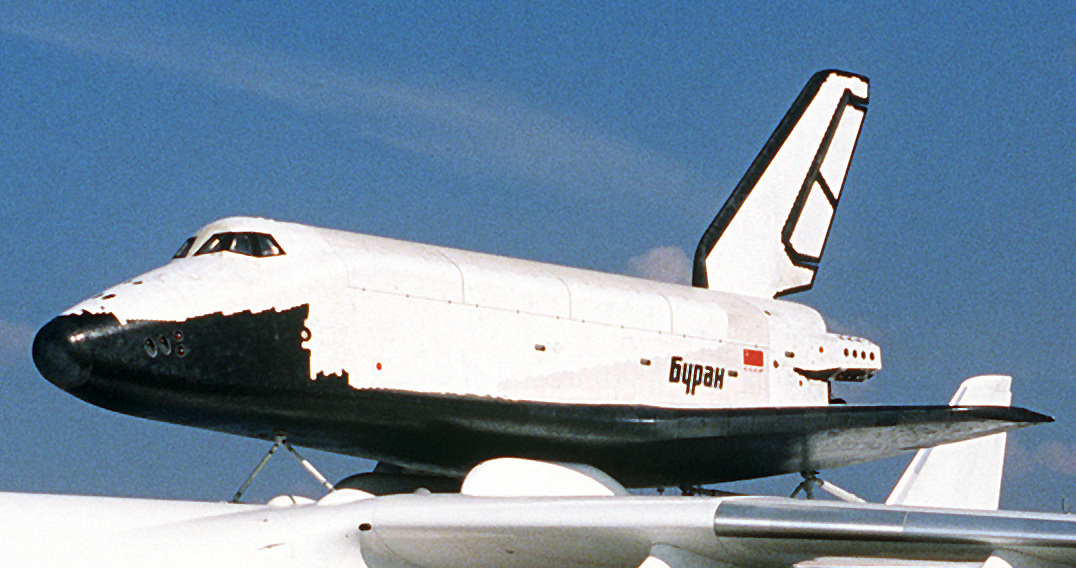
Buran

Die sowjetische Raumfähre Buran (russisch Буран für Buran – Schneesturm) wurde 1976 genehmigt und ab 1980 entwickelt.
Der Buran 1.01 wurde am 15. November 1988 von einer Energija-Rakete zu seinem ersten und einzigen Flug in den Orbit gebracht.
Da der Buran über keine Lebenserhaltungssysteme verfügte, war der Flug unbemannt. Er dauerte etwa 3,5 Stunden.
Mit der zweiten sowjetischen Raumfähre Ptitschka (russisch Птичка – kleiner Vogel) sollte ab 1991 der reguläre Flugbetrieb aufgenommen werden. Nach dem Zerfall der Sowjetunion 1991 wurde das Projekt jedoch zu teuer. Das russische Raumfähren-Programm wurde 1993 offiziell eingestellt.

### Boeing X-37

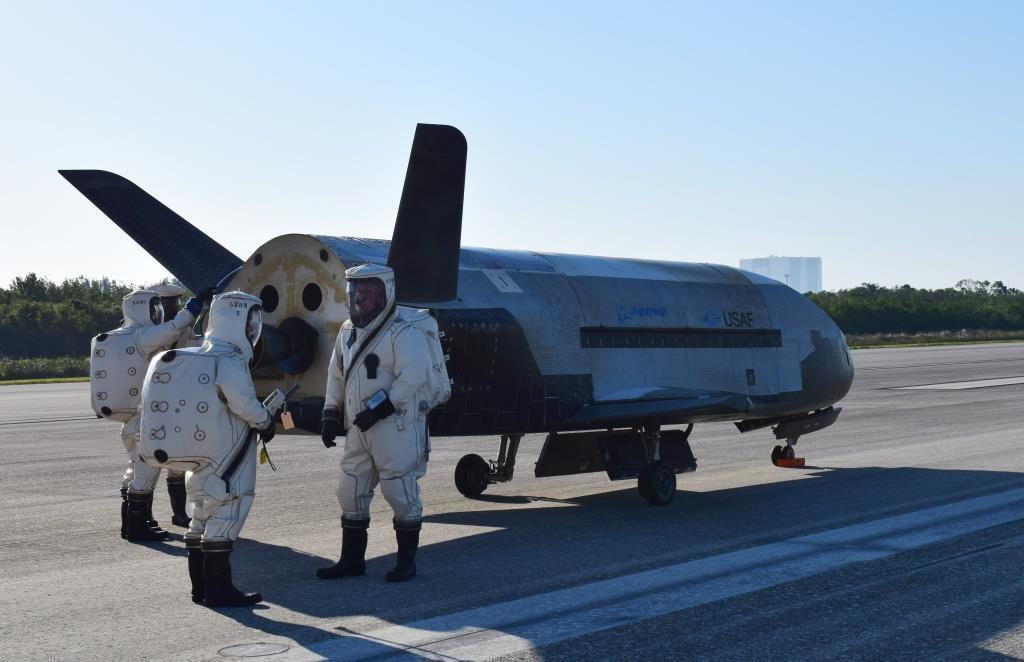
X-37 unmittelbar nach der Landung (Flug OTV-4, 2017)

X-37 ist die Bezeichnung eines unbemannten experimentellen Raumflugzeugs, das ursprünglich im Auftrag der NASA von Boeing Phantom Works, einem Tochterunternehmen von Boeing, entwickelt wurde. Es handelt sich um einen unbemannten, wiederverwendbaren Raumgleiter. Mehrere Orbiter führten und führen seit 2010 zumeist geheim eingestufte Missionen durch, anfangs für die US-Luftwaffe und heute für die US-Weltraumstreitkraft.

### Shenlong
Die Volksrepublik China betreibt das Raumschiff Shenlong (神龙, Göttlicher Drache), über das so gut wie nichts öffentlich bekannt ist.

## Fortgeschrittene Projekte

### Dream Chaser

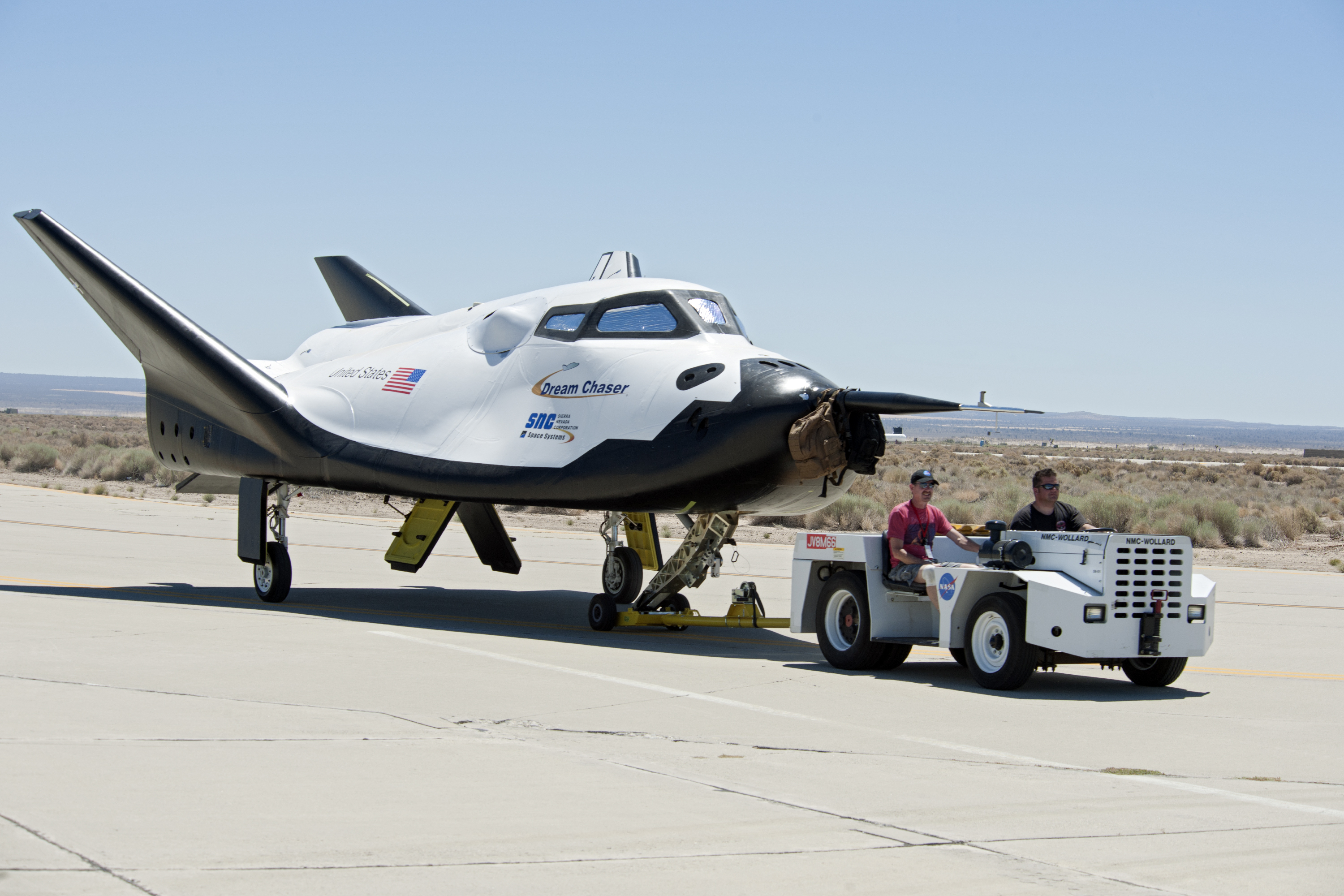
Prototyp des Dream Chasers für Tests innerhalb der Atmosphäre (2013)

Der Dream Chaser basiert auf dem Konzept eines Tragrumpfs. Das private US-Raumfahrtunternehmen SpaceDev entwickelte den Raumgleiter. 2008 wurde SpaceDev von der Sierra Nevada Corporation übernommen. Sie führt das Projekt unter dem bemannten Commercial-Crew-Development-Programm (seit 2010) und dem unbemannten Commercial-Resupply-Services-Programm der NASA fort.
Ab 2025 soll der Dream Chaser regelmäßig als unbemanntes Versorgungsraumschiff die Internationale Raumstation (ISS) anfliegen.

## Konzepte

### Castore
Am 24. Februar 2007 wurde in Italien der Prototyp der geplanten Raumfähre Castore getestet, ein neun Meter langer, knapp vier Meter breiter Flugkörper mit einem Gewicht von 1.250 kg. Das Luftfahrzeug wurde mit einem unbemannten Höhenballon in eine Höhe von 25 km gezogen und glitt von dort zu Boden. Über zahlreiche Sensoren wurde das Verhalten beim Eintritt in die Atmosphäre gemessen, wobei auch die Schallmauer durchbrochen wurde. Castore fiel schließlich plangemäß ins Mittelmeer und wurde geborgen. Für die Zukunft sind weitere unbemannte wissenschaftliche, perspektivisch aber auch bemannte Flüge vorgesehen.

### SpaceLiner
SpaceLiner ist ein Konzept für einen suborbitalen, hyperschallschnellen, geflügelten Passagiertransporter, das seit 2005 beim Deutschen Zentrum für Luft- und Raumfahrt (DLR) in Untersuchung ist oder war.

### Shefex
SHEFEX (Sharp Edge Flight Experiment, deutsch: „Scharfkantiges Flugexperiment“) ist ein Projekt des Deutschen Zentrums für Luft- und Raumfahrt (DLR) für neue Konstruktionsprinzipien für Raumkapseln und Raumfahrzeuge mit Wiedereintrittsfähigkeit in die Atmosphäre und deren Integration zu einem Gesamtsystem. Im Rahmen dieses Projekts war geplant, bis 2020 einen Raumgleiter zu konstruieren, der für rückführbare Experimente unter Schwerelosigkeit zur Verfügung gestanden hätte. Das Raumgleiterprojekt hatte den Namen REX-Free Flyer.

## Aufgegebene Projekte

### Dyna-Soar

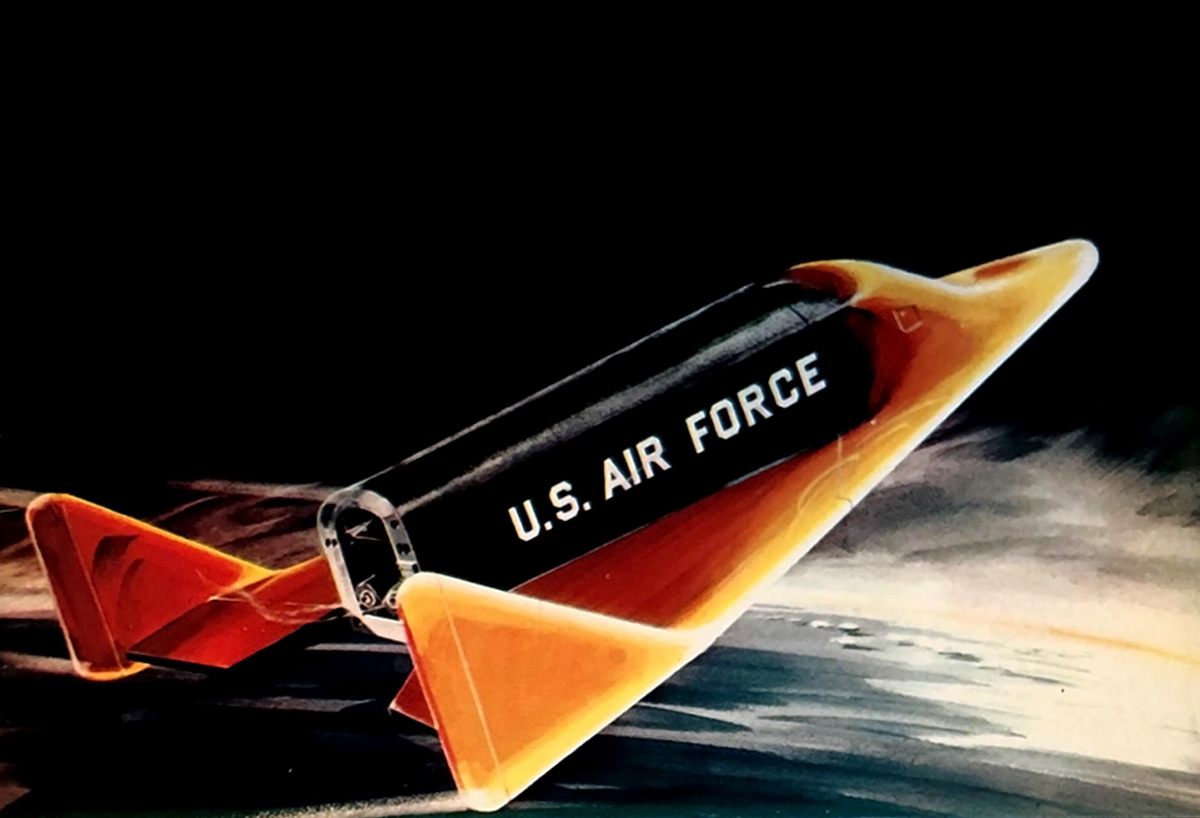
Künstlerische Darstellung des Dyna-Soar beim Wiedereintritt

Das Projekt Dyna-Soar (englisch Dynamic Soaring für Dynamischer Gleitflug) der US Air Force startete 1957 und hatte das Ziel, einen Raumgleiter zu entwickeln, der sowohl als Aufklärer und Bomber als auch für Rettungsaktionen im All, Satellitenwartung und Sabotage feindlicher Satelliten genutzt werden kann. Der auch als X-20 bezeichnete, 10,77 Meter lange und 6,34 Meter breite Flugkörper sollte eine Besatzung von einem Mann haben. Als Trägerrakete für orbitale Flüge war eine Titan-III vorgesehen.

### Spiral

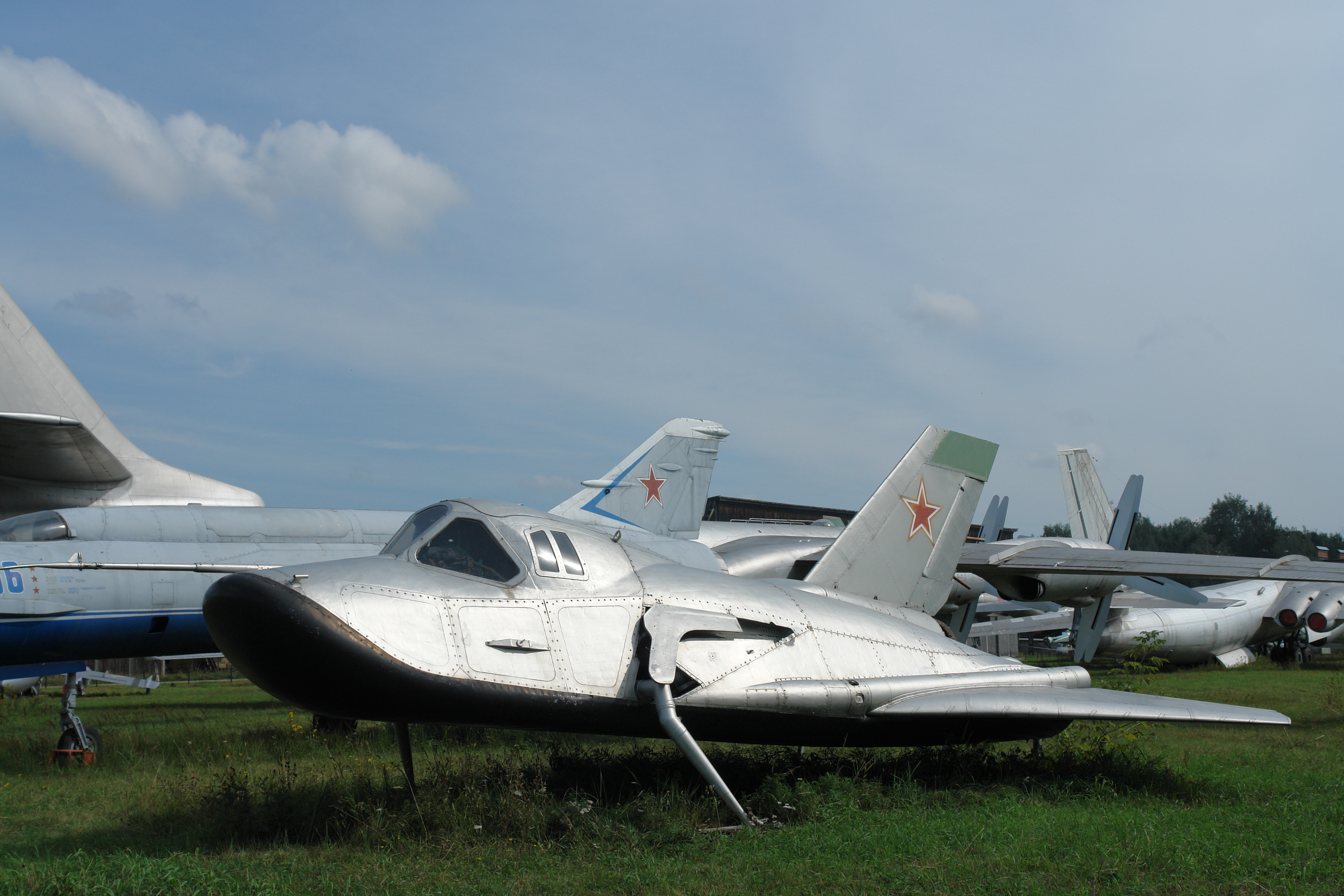
Spiral-EPOS-Raumgleiter, Prototyp 105-11 für Unterschall-Atmosphärenflüge im Luftwaffen-Museum Monino

Die Mikojan-Gurewitsch MiG-105 „Spiral“ (Spitzname: Lapot russisch лапоть für Bastschuh – wegen seiner Nasenform) wurde 1965 im Rahmen des Spiral-EPOS-Programmes durch die Sowjetunion mit dem Ziel des Baus eines Raumfahrzeuges mit wiederverwendbaren Komponenten entwickelt. Sie diente als Prototyp für den Raumgleiter (OS). Weitere Komponente waren die Hilfsrakete (RB) und das Überschallträgerflugzeug (GSR). Die Entwicklung von Spiral-EPOS wurde 1975 schließlich zugunsten der Entwicklung der Raumfähre Buran eingestellt.

### LKS
Die Raumfähre LKS (russisch Лёгкий Космический Самолёт, dt. „Leichtes Kosmos-Flugzeug“) war ein Projekt unter der Leitung von Wladimir Nikolajewitsch Tschelomei als eine kleinere und günstigere Antwort der Sowjetunion auf das US Space Shuttle. Jedoch wurde diese kleine Raumfähre zugunsten der größeren Buran verworfen. Vom LKS wurde ein Vorführmodell in Originalgröße hergestellt.

### Raumgleiter Hermes

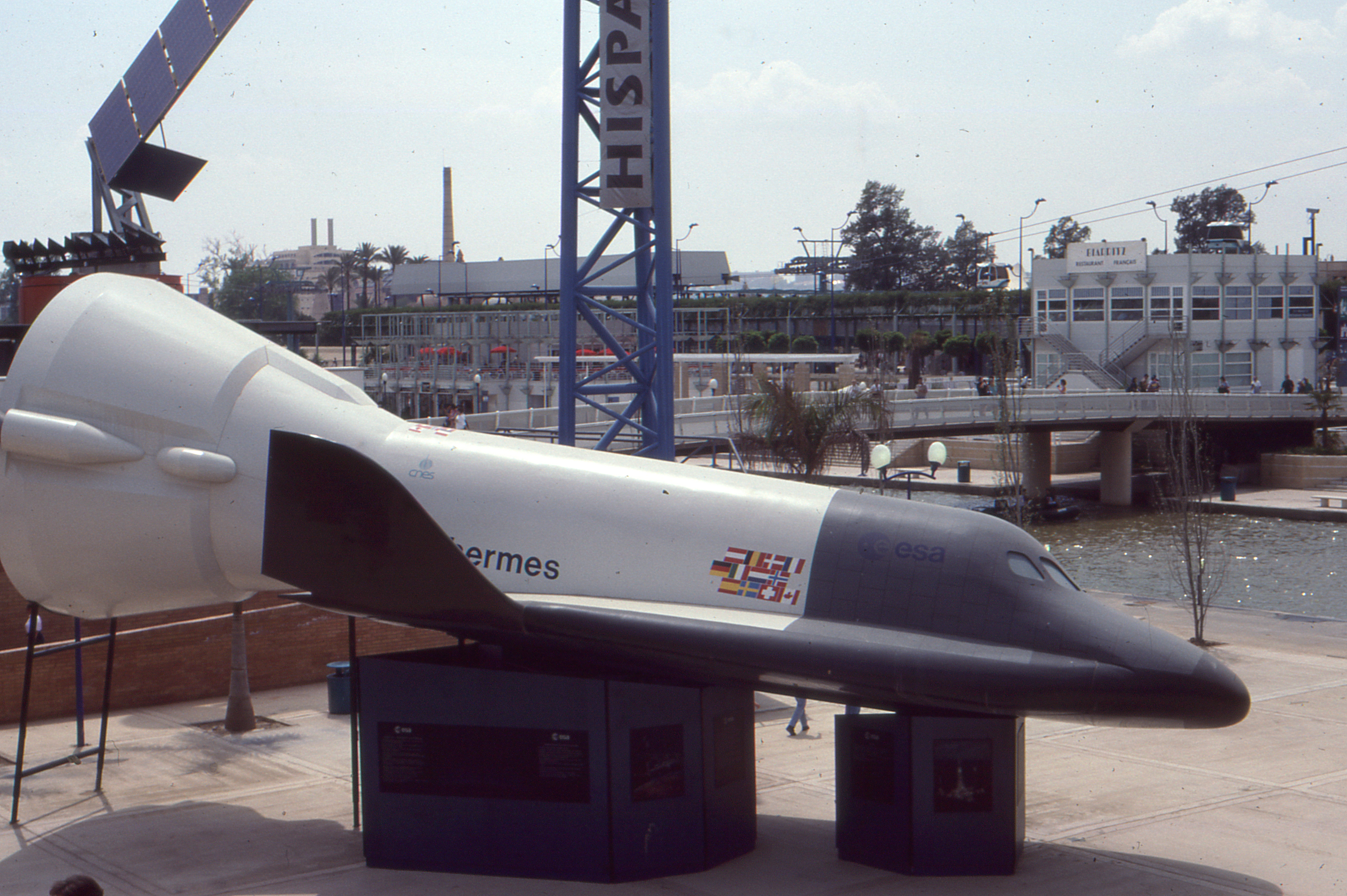
Modell des Hermes

Die Europäische Weltraumorganisation (ESA) plante mit dem Raumgleiter Hermes ein dem Buran ähnliches System, für das die Ariane 5 als Trägerrakete vorgesehen war. Anders als beim sowjetischen System sollte Hermes nicht huckepack auf der Trägerrakete (in Parallelstufung), sondern an der Spitze (in Tandemstufung) sitzen. Mit dieser Konfiguration wäre das gesamte Trägersystem weniger fehleranfällig gewesen, da beim Start abfliegende Teile die Außenwand des Shuttles nicht beschädigt hätten, was der Auslöser der Columbia-Katastrophe im Jahre 2003 war. Wegen der hohen Kosten von ca. sechs Milliarden Euro wurde die Entwicklung 1992 eingestellt.

### NASA HL-20

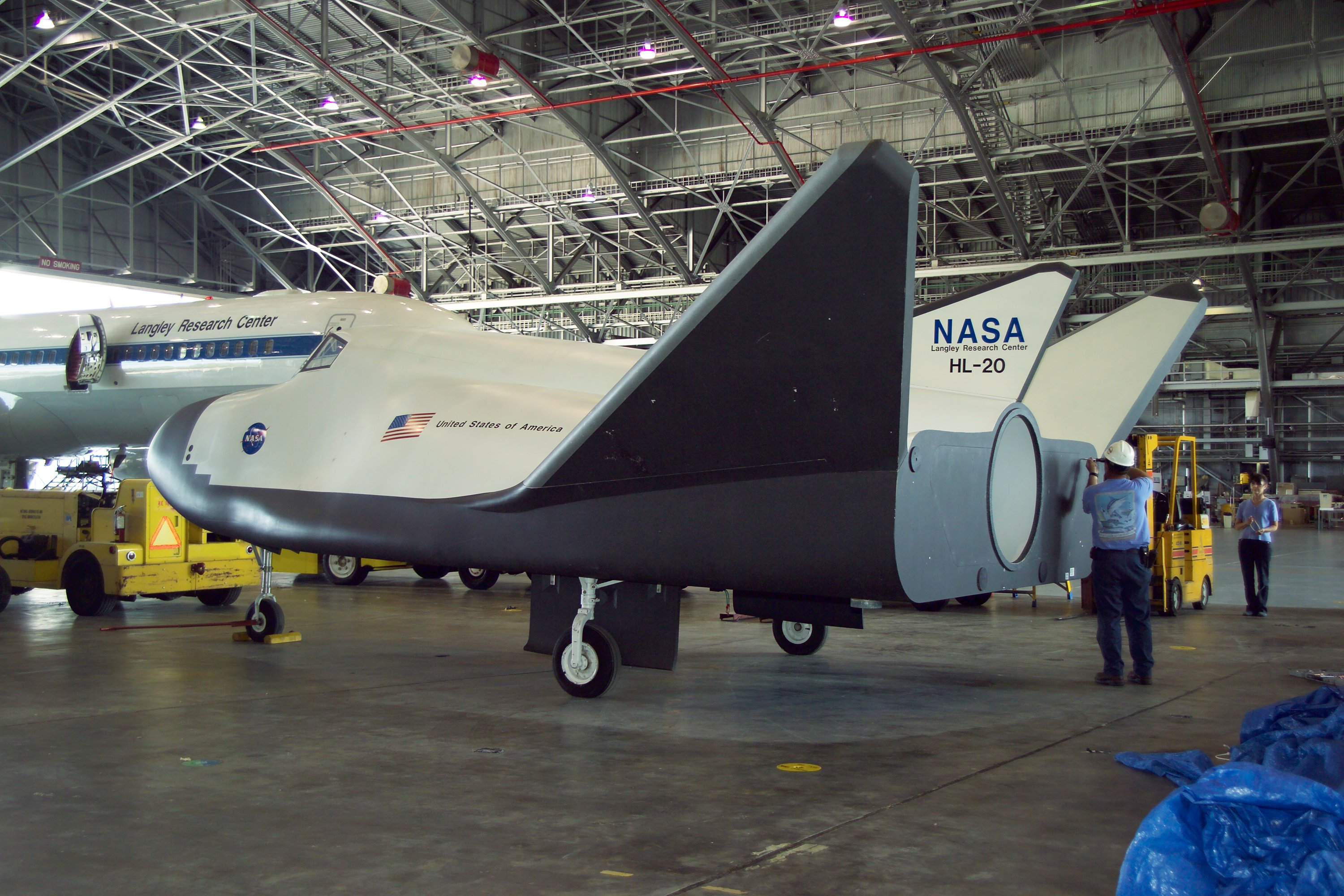
Attrappe der HL-20

Die NASA HL-20 war ein 10-sitziges Raumgleiterprojekt in den 1980er und 1990er Jahren auf Basis der Lifting-Body-Forschung. Es wurden 1:1-Attrappen angefertigt und Aerodynamikversuche durchgeführt. Die Daten wurden später für den Dream Chaser und das Konzept Prometheus der Firma Orbital Sciences weiter verwendet.

### HOPE-X
Die japanische Raumfahrtbehörde JAXA entwickelte mit dem Projekt HOPE-X eine Raumfähre. Geplagt von finanziellen und technischen Problemen, wurde das Projekt Mitte der 2000er Jahre aufgegeben.

### Sänger II

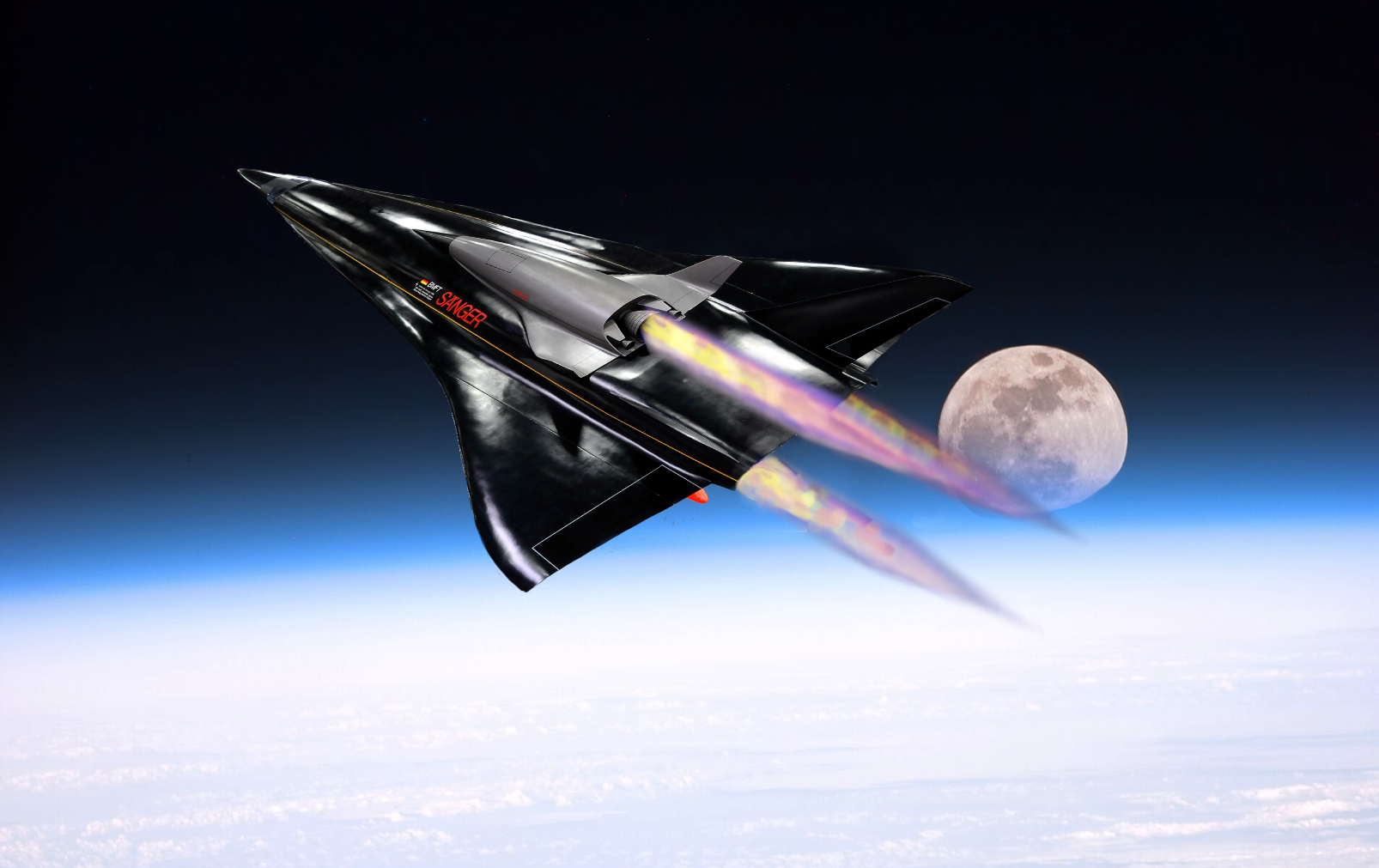
Künstlerische Darstellung des Space Shuttle Models der Sänger II

Eugen Sänger konzipierte in den 1960er Jahren einen Raumgleiter, der mit dem Namen Sänger II in den späten 1980ern weiterentwickelt, jedoch nicht gebaut wurde.

### Hopper
Bei der ESA liefen Konzeptstudien und vorbereitende Entwicklungen für ein unbemanntes Raumtransportsystem, den Hopper.

### Kliper

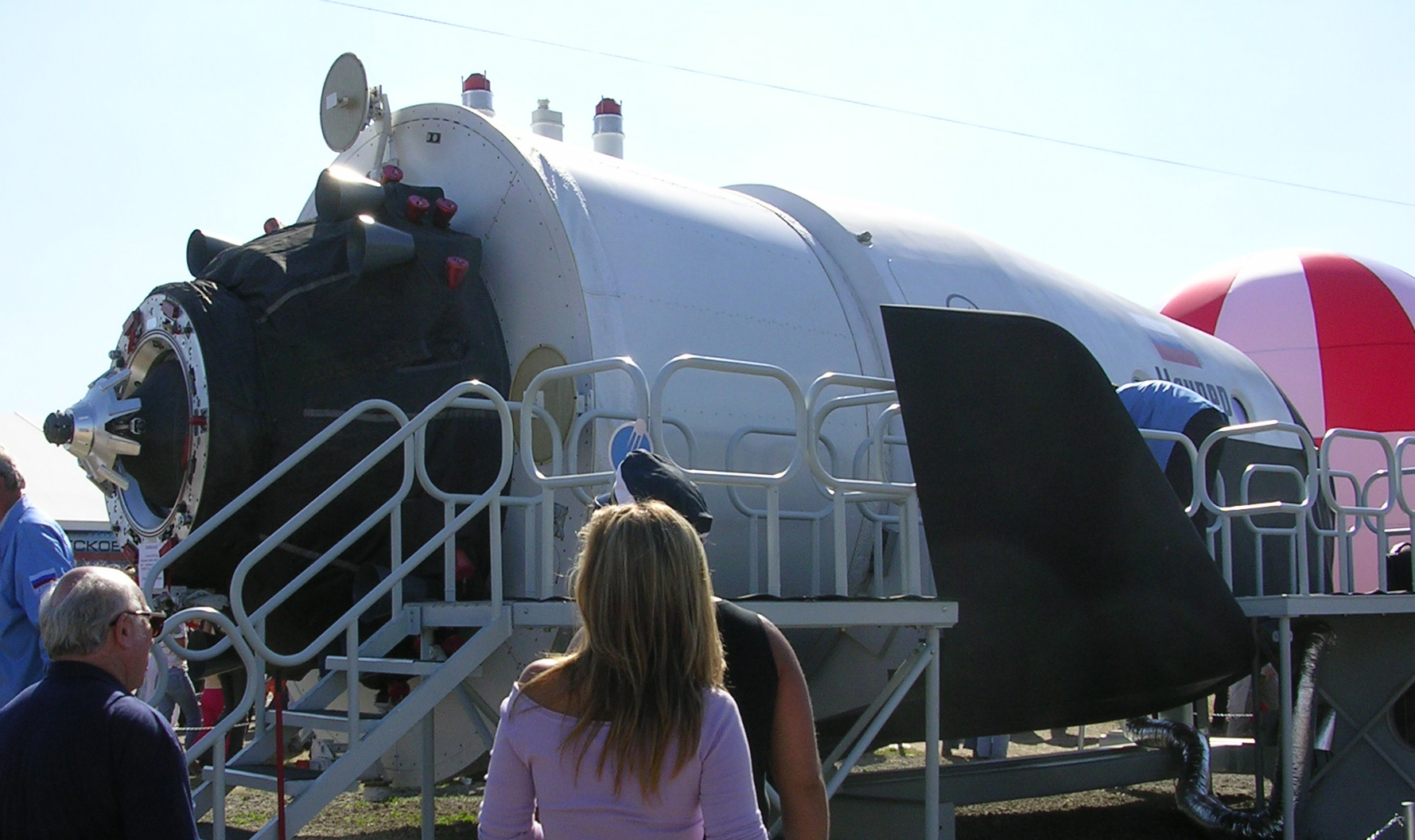
1:1 Kliper-Modell auf der MAKS-2005

Die russische Weltraumagentur Roskosmos entwickelte mit dem Kliper (je nach Übersetzung auch Klipper oder Clipper) einen Raumgleiter. Er sollte 700 kg Nutzlast und sechs Astronauten beherbergen können. Der Jungfernflug war für ca. 2012 geplant. Es wurde auch über eine Kooperation mit der ESA diskutiert. 2007 wurde das Programm wegen zu hoher Kosten eingestellt.

### Skylon

Zeichnung der Skylon

Die britische Konzeptstudie Skylon sah eine Raumfähre vor, die mit luftatmenden Triebwerken waagrecht startet. In 26 km Höhe, wenn in den oberen Atmosphärenschichten der Sauerstoff nicht mehr zum Betrieb ausreicht, wird auf einen internen Sauerstofftank umgeschaltet, der das Erreichen der Erdumlaufbahn ermöglicht. Skylon sollte eine Nutzlast von 12 t oder 24 Passagiere transportieren können.

### Lockheed X-33 Venture Star

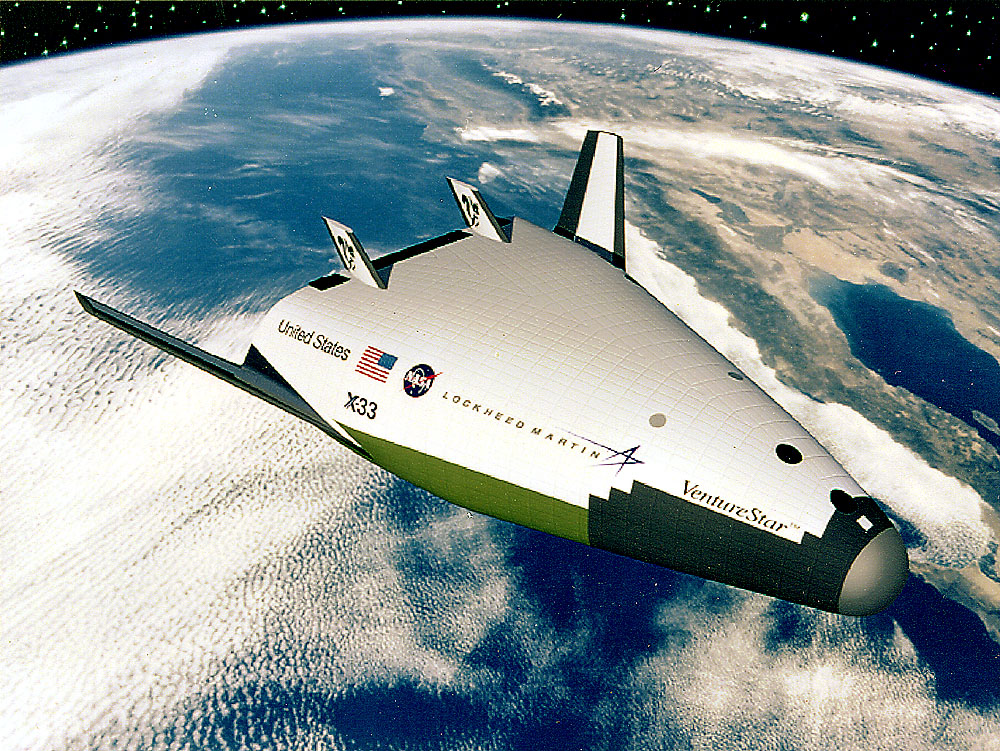
X-33 „Venture Star“

X-33 war die Bezeichnung eines geplanten Nachfolgers des Space Shuttles, der die Bezeichnung „Venture Star“ trug. Es sollte eine vollständig wiederverwendbare Raumfähre entstehen, die senkrecht mit Hilfe von neuartigen Aerospike-Triebwerken starten und abschließend wie ein Flugzeug wieder landen sollte.